# مینی گیم
مینی گیم (انگلیسی: Minigame) یک بازی ویدئویی کوتاه است که اغلب در یک بازی ویدیوئی دیگر موجود است. یک مینی بازی حاوی عناصر مختلف گیم‌پلی است و اغلب کوچکتر یا ساده تر از بازی‌ای است که در آن گنجانده شده‌است. برخی از بازی‌های ویدیویی کاملاً از مینی‌بازی‌هایی تشکیل شده‌اند که به یک موضوع کلی گره خورده‌اند، مانند برخی از عناوین فاینال فانتزی. مینی‌بازی‌ها همچنین برای نمایش تجربه‌ای خاص، مانند هک کردن یا قفل کردن یا اسکن کردن یک منطقه، که به یک بازی بزرگ‌تر متصل می‌شود، استفاده می‌شوند.